# Philip Roche (Pirat)

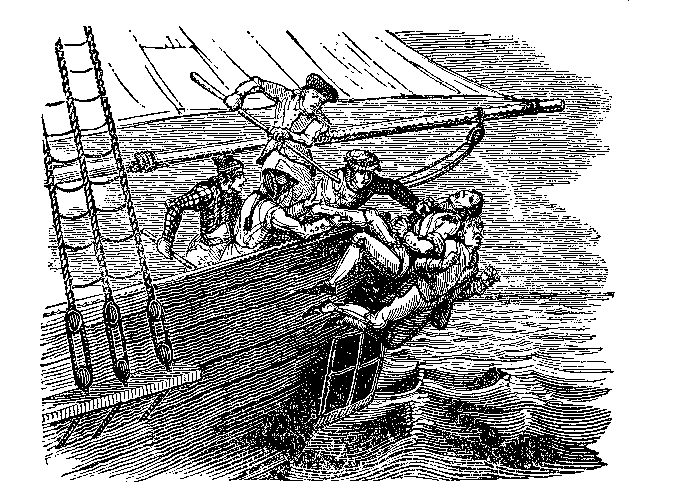
Philip Roche und seine Helfer werfen Kapitän und Maat gefesselt über Bord (Newgate Calendar)

Philip Roche (* 1693; † 5. August 1723 in London) war ein irischer Pirat, der zwischen 1721 und 1723 die Meere unsicher machte. 1723 wurde er gefasst, im Newgate-Gefängnis inhaftiert, zum Tode verurteilt und im Execution Dock gehängt.

## Leben
Philip Roches Lebensbeschreibung beschließt die General History of the Robberies and Murders of the most notorious Pyrates, die im Jahr nach seiner Hinrichtung in London im Druck erschien. Der Autor, Captain Charles Johnson, unterstellt, dass Philip Roche noch manch andere Verbrechen begangen habe, kann aber nur die Taten berichten, für die er verurteilt und gehängt wurde.
Philip Roche bereicherte sich durch Versicherungsbetrug, Piraterie und Raubmord. Roche und seine Bande – ein Fischer namens Neal, Pierce Cullen und dessen Bruder, sowie Francis Wife, bei den ersten beiden wird die Herkunft aus Cork berichtet – schifften sich im November 1721 in Cork in Irland ein, um sich an Bord einer französischen Schnau als Passagiere nach Nantes in Frankreich übersetzen zu lassen. Das kleine Schiff hatte nur eine kleine Mannschaft. Aufgrund von Roches Navigationskenntnissen übertrug ihm der französische Kapitän Pierre Tartou die Verantwortung über das Schiff, wenn Kapitän und Maat sich zur Ruhe begaben. Eines Nachts, als der Kapitän und der Maat schliefen, schickte Roche die vier Franzosen der Mannschaft in die Segel. Als die ersten beiden wieder herunterstiegen, wurden sie von Roche und seiner Bande niedergeschlagen und über Bord geworfen, die beiden anderen, darunter der Schiffsjunge, flüchteten auf den Topmast. Cullen kletterte hinauf, erwischte den Schiffsjungen am Arm und warf ihn in die See, den letzten Franzosen trieb er hinunter, wo ihm die anderen den Kopf einschlugen und ebenfalls ins Meer warfen. Kapitän und Maat wurden gefangen genommen und Rücken an Rücken aneinander gefesselt. Sie flehten vergeblich um Gnade und wurden gleichfalls über Bord geworfen. Der neue Kapitän Roche landete in Dartmouth an, ließ das Schiff neu streichen und verkleiden und benannte es in Mary um. Die auf Pierre Tartou lautenden Frachtbriefe schrieb er auf den Namen Pierre Roche um. Dann segelte er über Ostende nach Rotterdam, verkaufte die Rindfleischladung und nahm eine frische Ladung an Bord, zusammen mit dem Eigner der Ladung, Mr. Annesly. In der ersten Nacht aus dem Hafen warfen sie Mr. Annesly über Bord. Dieser schwamm einige Zeit längsseits und bat vergeblich um sein Leben. Als Roche Havre de Grace anlief und vernahm, dass behördlicherseits nach Kapitän Tartous Schiff, Mannschaft und Ladung gefahndet wurde, setzte er sich ab. Die Besatzung brachte das Schiff nach Schottland, landete dort und verschwand. Das Schiff wurde beschlagnahmt und zur Themse gebracht.
Roche, der unter dem Namen John Eustace Betrügereien beging, wurde schließlich in London verhaftet. Er verriet sich durch einen Brief in seiner Tasche, der an Philip Roche adressiert war. Ein Kapitän, der Philip Roche gut kannte, identifizierte ihn zweifelsfrei. Unter dringendem Verdacht in das Newgate-Gefängnis eingeliefert, gestand er schließlich, wurde der Piraterie für schuldig befunden und am 5. August 1723 im Alter von 30 Jahren im Execution Dock gehängt.

## Belege
1. 1 2  Charles Johnson: A General History of the Robberies and Murders of the Most Notorious Pirates. London 1724, zu Philip Roche: S. 418–423. Digitalisat bei online-literature.com.

| Personendaten    | Personendaten  |
| ---------------- | -------------- |
| NAME             | Roche, Philip  |
| KURZBESCHREIBUNG | irischer Pirat |
| GEBURTSDATUM     | 1693           |
| STERBEDATUM      | 5. August 1723 |
| STERBEORT        | London         |